# Rudlos
Rudlos ist der nach Einwohnerzahl kleinste Stadtteil der Kreisstadt Lauterbach im mittelhessischen Vogelsbergkreis.

## Geschichte

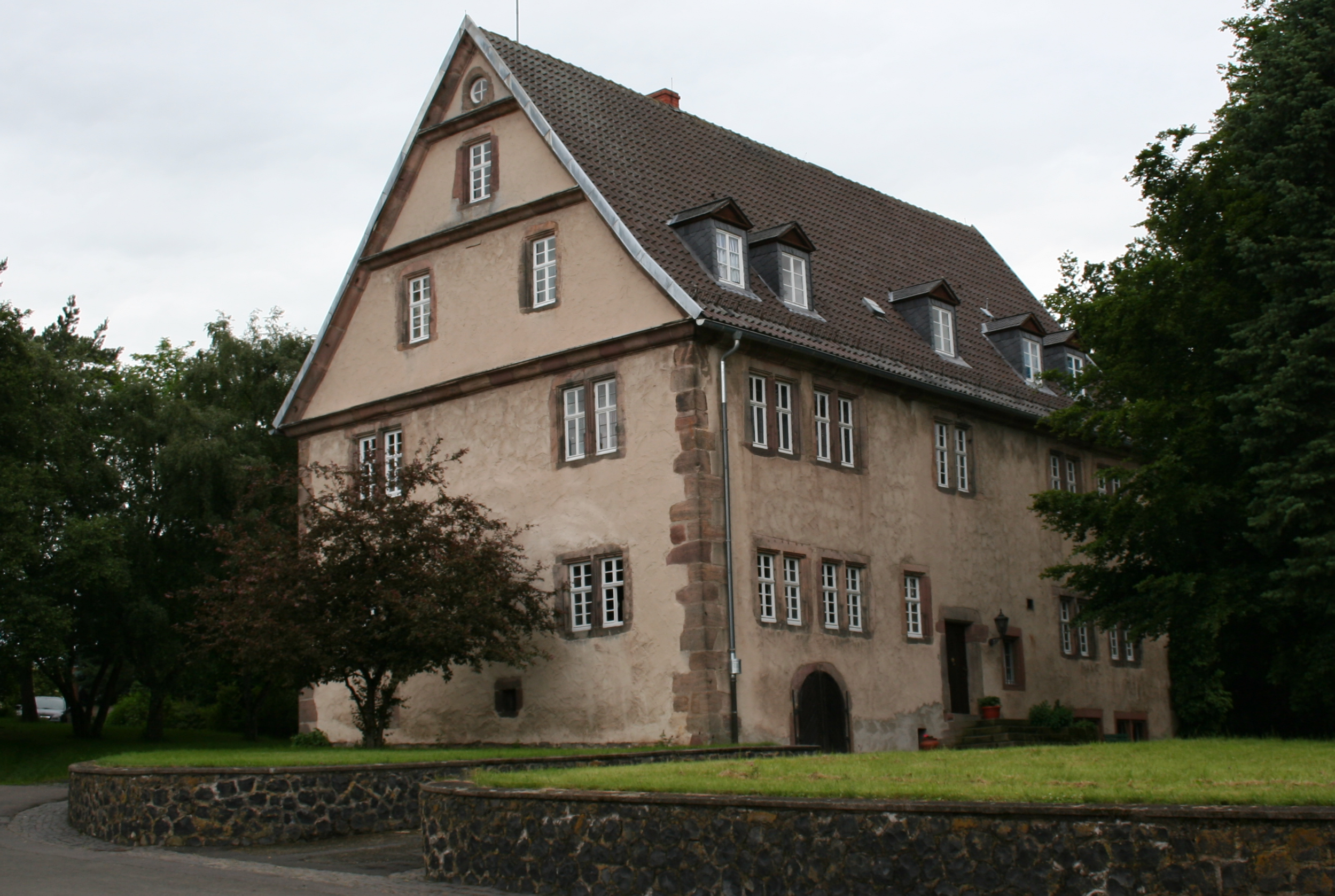
Das ehemalige Herrenhaus der Freiherren Riedesel zu Eisenbach

### Mittelalter
Die älteste erhaltene Erwähnung des Orts „Rudolfs“ findet sich in einer Urkunde von 1341. 1365 verkaufte Heinrich von Eisenbach Besitz in Rudolfs an einen Heinrich von der Au für 30 Pfund Heller Lauterbacher Währung.
Als die Herren von Eisenbach 1428 im Mannesstamm ausstarben, wurde Herrmann II. Riedesel (1407–1463) neuer Amtmann der fuldischen Besitzungen im Raum Lauterbach. Seine Ehe mit einer Eisenbacher Erbtochter und seine umsichtige und zielstrebige Politik, zu der auch die Abfindung der anderen Eisenbacher Töchter und deren Ehemänner gehörte, sicherte ihm und seinem Geschlecht im Laufe der Zeit die gesamte Gegend um Lauterbach. Dazu gehörte auch Rudlos, das allerdings bald darauf zerstört und verlassen wurde: im Jahre 1435 wird Ruôdolfs in den Besitzurkunden der Abtei Fulda als Wüstenung bezeichnet. Der Ort wurde wohl im Zuge der Fehden heimgesucht, die nach dem Aussterben der Eisenbacher um deren an verschiedene Lehnsherren heimgefallene und von diesen wieder vergebene Lehen ausgefochten wurden. Am längsten und blutigsten war die Fehde zwischen Abt Reinhard von Meilnau und den Brüdern Hermann III. und Georg I. Riedesel während der Jahre 1465–1471, in der die meisten Dörfer zwischen Lauterbach und Fulda verwüstet wurden.
Bis zur Verkündung des Ewigen Landfriedens im Heiligen Römischen Reich durch König Maximilian I. 1495, mit dem das Fehdewesen verboten wurde, lagen die Riedesel nahezu ununterbrochen mit einem oder mehreren kirchlichen oder weltlichen Herren in Fehde. Erst danach kamen sie dazu, Rudlos wieder zu besiedeln und aufzubauen.

### Neuzeit
Der kleine Ort wurde mit Wirkung vom 1. April 1939 zusammen mit Blitzenrod in die Stadt Lauterbach eingemeindet.  Für Rudlos wurde ein Ortsbezirk mit Ortsbeirat und Ortsvorsteher eingerichtet.

### Riedeselsches Hofgut
Eine zentrale Rolle im Dorf spielt seit jeher das riedeselsche Hofgut. Ab 1928 war es an Heinrich Wicke verpachtet, der es zu einem modernen und innovativen Betrieb im Bereich der Tierhaltung machte und damit die Grundlage für die spätere Nutzung als Versuchsgut legte. Im Jahre 1942 verkaufte die Familie Riedesel das gesamte Gut mitsamt dem Herrenhaus an die Behringwerke, von denen es über die I.G. Farben nach dem Zweiten Weltkrieg an die Bayer AG kam. Es wurde als „Versuchs- und Mustergut“ betrieben. In den Jahren 1954 bis 1957 wurde der gesamte Gebäudekomplex, ausgenommen das alte Herrenhaus und die Kirche, abgerissen nach den damals neuesten betriebsorganisatorischen Erkenntnissen neu errichtet. Der Betrieb wurde nun ein Versuchsgut für Tiermedizin und Tier-Arzneimittel.
Im Jahre 1966 verkaufte die Bayer AG das Gut an den Nassauischen Zentralstudienfonds, der es umgehend an die Justus-Liebig-Universität Gießen verpachtete. Das Gut mit seinen etwa 450 Hektar Betriebsfläche wurde dem Institut für Tierzucht und Haustiergenetik als Lehr- und Versuchsbetrieb in der Tierproduktion zur Verfügung gestellt. Anfangs wurden viele verschiedene Nutztierarten gehalten: Legehennen, Milchschafe, Mutterschafe, Zucht- und Mastschweine, Milch- und Fleischrinder sowie Arbeitspferde. Im Laufe der Zeit verlagerten sich die Forschungsschwerpunkte, und die Zahl der gehaltenen Tierarten nahm entsprechend ab. Zuerst wurden die Arbeitspferde durch Traktoren ersetzt, später die Legehennen abgeschafft. Es folgten in den 1980er Jahren Zuchtschweine und Milchschafe, und 1993 wurden die Mutterschafhaltung und 1997 die Milchviehhaltung eingestellt. Ab 1987 lag der Schwerpunkt auf der Fleischrinderhaltung mit Zucht- und Futterversuchen mit bis zu 300 Kühen und Färsen und auf Fütterungsversuchen mit etwa 700 Mastschweinen.
Darüber hinaus wurden Erfordernisse der Landschaftspflege durch Tiere, der umweltgerechten Entsorgung großer Tierbestände und Energiefragen in die Untersuchungen einbezogen.
Am 31. Dezember 2009 schloss die Universität aus Kostengründen ihren Lehr- und Versuchsbetrieb für Tierzucht und Haustiergenetik in Rudlos. Neuer Pächter des Hofguts Rudlos wurde der bisherige Administrator des Versuchsgutes, der es als Landwirtschaftsbetrieb weiterführt. Die Schweinemasthaltung wurde unverändert übernommen und fortgeführt, aber die Mutterkuhhaltung wurde auf nur noch 16 Mutterkühe mit ihren Kälbern reduziert.

### Verwaltungsgeschichte im Überblick
Die folgende Liste zeigt die Staaten und Verwaltungseinheiten, denen Rudlos angehört(e):
- vor 1803: Heiliges Römisches Reich, Gericht Stockhausen der Freiherren von Riedesel zu Eisenbach (Mannlehen des Fürstbistum Fulda)
- ab 1806: Großherzogtum Hessen,[Anm. 2] Gericht Stockhausen[10]
- ab 1815: Großherzogtum Hessen, Provinz Oberhessen, Amt Altenschlirf[11]
- ab 1821: Großherzogtum Hessen, Provinz Oberhessen, Landratsbezirk Herbstein[Anm. 3]
- ab 1825: Großherzogtum Hessen, Provinz Oberhessen, Landratsbezirk Lauterbach
- ab 1848: Großherzogtum Hessen, Regierungsbezirk Alsfeld
- ab 1852: Großherzogtum Hessen, Provinz Oberhessen, Kreis Lauterbach
- ab 1867: Norddeutscher Bund,[Anm. 4] Großherzogtum Hessen, Provinz Oberhessen, Kreis Lauterbach
- ab 1871: Deutsches Reich, Großherzogtum Hessen, Provinz Oberhessen, Kreis Lauterbach
- ab 1918: Deutsches Reich (Weimarer Republik), Volksstaat Hessen, Provinz Oberhessen, Kreis Lauterbach

### Recht

#### Materielles Recht
In Rudlos galten die Riedesel’schen Verordnungen aus dem 18. Jahrhundert als Partikularrecht. Das Gemeine Recht galt nur, soweit diese Verordnungen keine Bestimmungen enthielten. Dieses Sonderrecht behielt theoretisch seine Geltung auch während der Zugehörigkeit zum Großherzogtum Hessen im 19. Jahrhundert, in der gerichtlichen Praxis wurden aber nur noch einzelne Bestimmungen angewandt. Das Partikularrecht wurde zum 1. Januar 1900 von dem einheitlich im ganzen Deutschen Reich geltenden Bürgerlichen Gesetzbuch abgelöst.

#### Gerichtsverfassung seit 1803
In der Landgrafschaft Hessen-Darmstadt wurde mit Ausführungsverordnung vom 9. Dezember 1803 das Gerichtswesen neu organisiert. Für das Fürstentum Oberhessen (ab 1815 Provinz Oberhessen) wurde das „Hofgericht Gießen“ eingerichtet. Es war für normale bürgerliche Streitsachen Gericht der zweiten Instanz, für standesherrliche Familienrechtssachen und Kriminalfälle die erste Instanz. Übergeordnet war das Oberappellationsgericht Darmstadt. Die Rechtsprechung der ersten Instanz wurde durch die Ämter bzw. Standesherren vorgenommen und somit war für Rudlos ab 1806 das „Riedeselsche Patrimonialgericht Altenschlirf“ zuständig.
Nach der Gründung des Großherzogtums Hessen 1806 wurden die Aufgaben der ersten Instanz 1821 im Rahmen der Trennung von Rechtsprechung und Verwaltung auf die neu geschaffenen Landgerichte übertragen. „Landgericht Altenschlirf“ war daher von 1821 bis 1853 die Bezeichnung für das erstinstanzliche Gericht in Altenschlierf, das für Rudlos zuständig war. Im Jahr 1853 erfolgte die Verlegung des Landgerichts nach Herbstein.
Anlässlich der Einführung des Gerichtsverfassungsgesetzes mit Wirkung vom 1. Oktober 1879, infolge derer die bisherigen großherzoglichen Landgerichte durch Amtsgerichte an gleicher Stelle ersetzt wurden, während die neu geschaffenen Landgerichte nun als Obergerichte fungierten, kam es zur Umbenennung in Amtsgericht Herbstein und Zuteilung zum Bezirk des Landgerichts Gießen.

## Bevölkerung

### Einwohnerstruktur 2011
Nach den Erhebungen des Zensus 2011 lebten am Stichtag dem 9. Mai 2011 in Rudlos 72 Einwohner. Darunter waren keine Ausländer. Nach dem Lebensalter waren 6 Einwohner unter 18 Jahren, 27 zwischen 18 und 49, 18 zwischen 50 und 64 und 24 Einwohner waren älter. Die Einwohner lebten in 33 Haushalten. Davon waren 9 Singlehaushalte, 12 Paare ohne Kinder und 6 Paare mit Kindern, sowie 3 Alleinerziehende und keine Wohngemeinschaften. In 9 Haushalten lebten ausschließlich Senioren und in 18 Haushaltungen lebten keine Senioren.

### Einwohnerentwicklung
| Rudlos: Einwohnerzahlen von 1834 bis 2015 | Rudlos: Einwohnerzahlen von 1834 bis 2015 | Rudlos: Einwohnerzahlen von 1834 bis 2015 | Rudlos: Einwohnerzahlen von 1834 bis 2015 | Rudlos: Einwohnerzahlen von 1834 bis 2015 |
| --- | ----------------------------------------- | ----------------------------------------- | ----------------------------------------- | ----------------------------------------- |
| Jahr |                                           |                                           |                                           | Einwohner                                 |
| 1834 | 1834                                      |                                           | 104                                       | 104                                       |
| 1840 | 1840                                      |                                           | 107                                       | 107                                       |
| 1846 | 1846                                      |                                           | 103                                       | 103                                       |
| 1852 | 1852                                      |                                           | 99                                        | 99                                        |
| 1858 | 1858                                      |                                           | 104                                       | 104                                       |
| 1864 | 1864                                      |                                           | 85                                        | 85                                        |
| 1871 | 1871                                      |                                           | 88                                        | 88                                        |
| 1875 | 1875                                      |                                           | 94                                        | 94                                        |
| 1885 | 1885                                      |                                           | 110                                       | 110                                       |
| 1895 | 1895                                      |                                           | 109                                       | 109                                       |
| 1905 | 1905                                      |                                           | 105                                       | 105                                       |
| 1910 | 1910                                      |                                           | 112                                       | 112                                       |
| 1925 | 1925                                      |                                           | 153                                       | 153                                       |
| 1970 | 1970                                      |                                           | ?                                         | ?                                         |
| 1995 | 1995                                      |                                           | ?                                         | ?                                         |
| 2003 | 2003                                      |                                           | 84                                        | 84                                        |
| 2005 | 2005                                      |                                           | 72                                        | 72                                        |
| 2011 | 2011                                      |                                           | 72                                        | 72                                        |
| 2015 | 2015                                      |                                           | 66                                        | 66                                        |
| Datenquelle: Historisches Gemeindeverzeichnis für Hessen: Die Bevölkerung der Gemeinden 1834 bis 1967. Wiesbaden: Hessisches Statistisches Landesamt, 1968. Weitere Quellen: Stadt Lauterbach; Zensus 2011 |                                           |                                           |                                           |                                           |

## Politik
Ortsvorsteherin ist Andrea Gießler (Stand: Juni 2022).

## Kulturdenkmäler

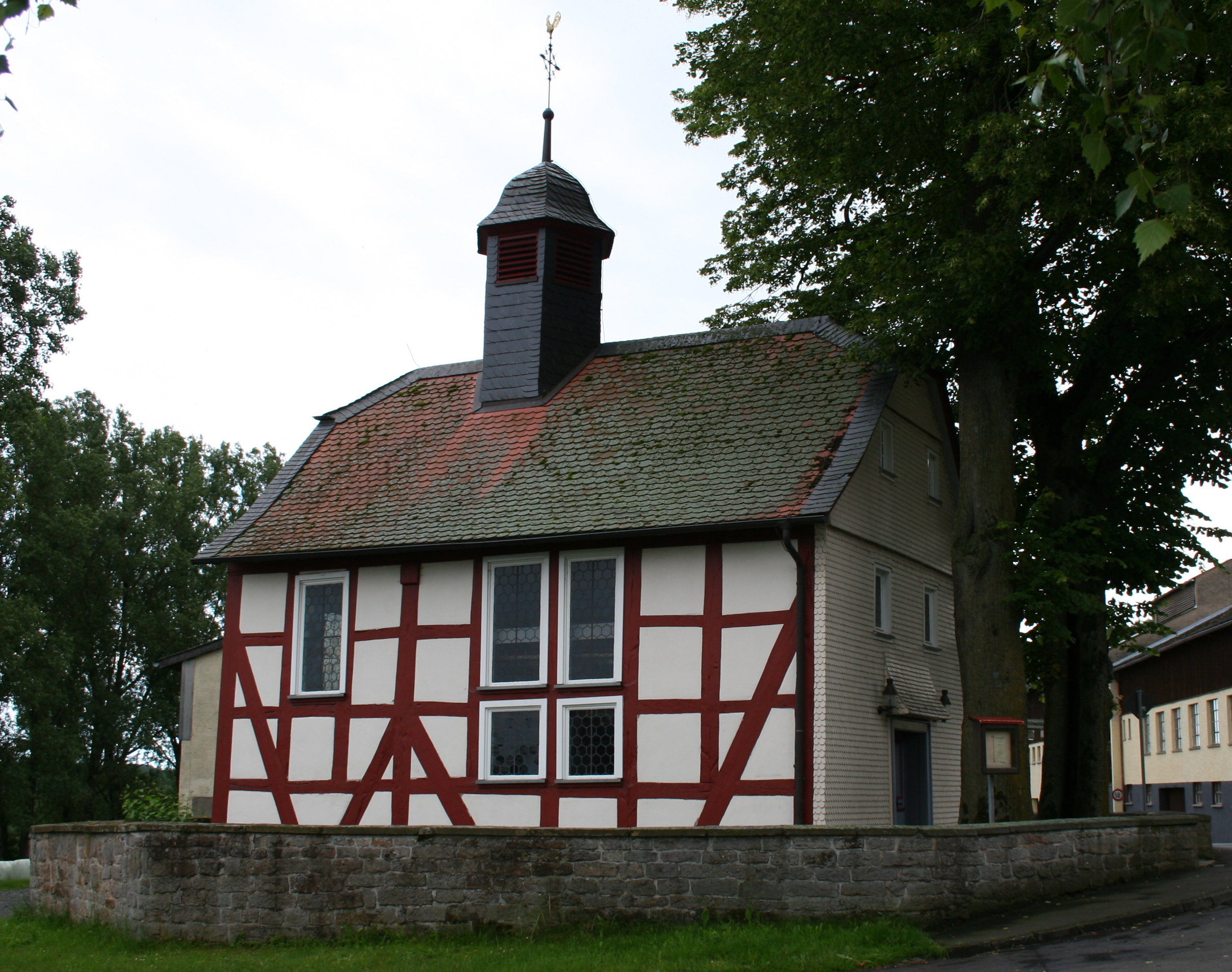
Kirche in Rudlos

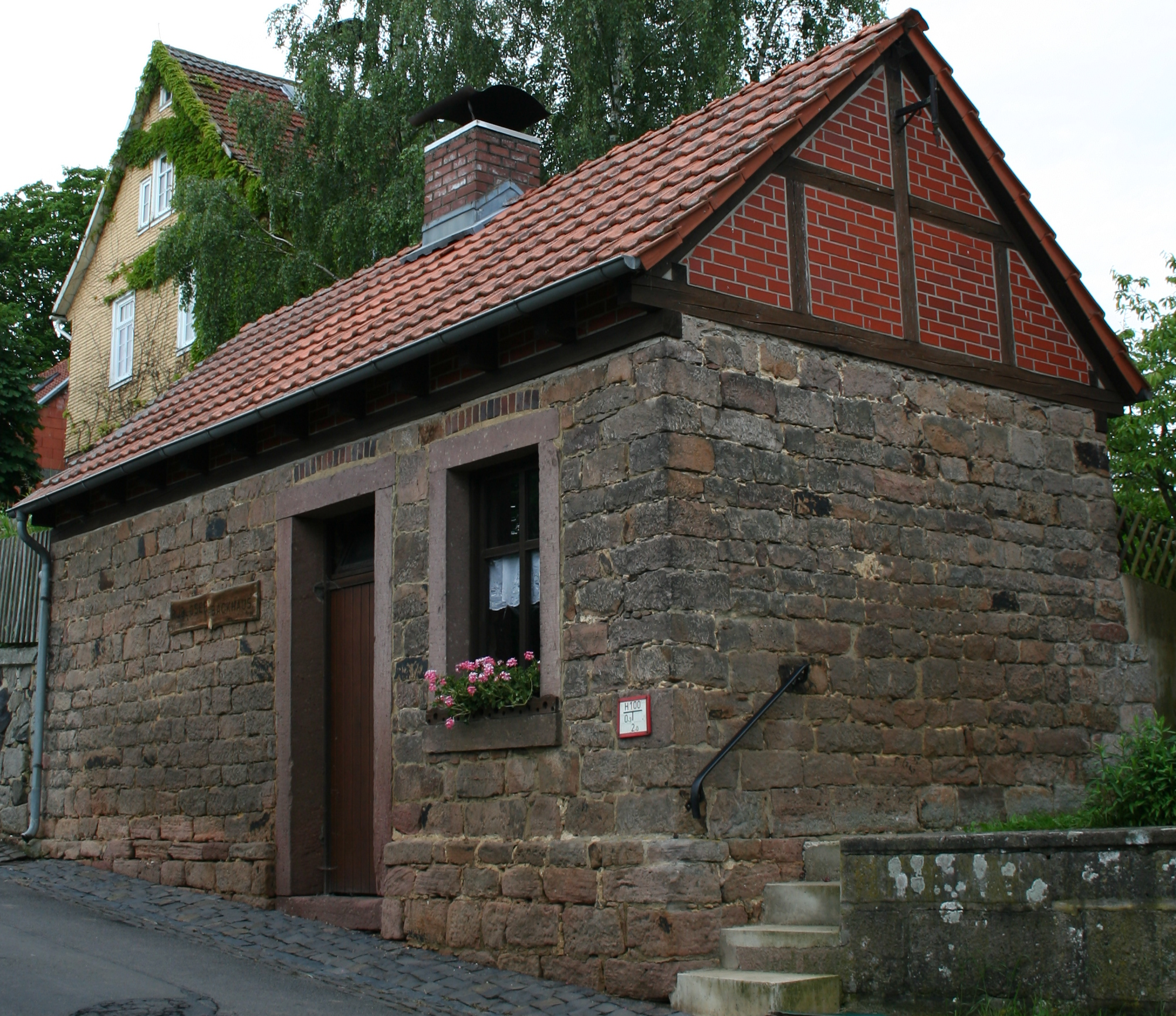
Das Backhaus

Auf ihrem Gutshof ließen sie im Jahre 1620 das heute denkmalgeschützte Herrenhaus errichten. Reste früherer Bauten aus der Gründungszeit des Hofguts sind nicht mehr vorhanden. Das Gut war bis 1942 im Besitz der Familie Riedesel, und die meisten arbeitsfähigen Einwohner des kleinen Orts arbeiteten auf dem Gut. Nach dem Zweiten Weltkrieg wurden zahlreiche Heimatvertriebene aus dem Sudetenland in Rudlos ansässig und fanden auf dem Gut Arbeit.
Im Jahre 1691 wurde etwa 60 m östlich des Herrenhauses, im Ortszentrum, als Nachfolgerin einer 1457 erwähnten Kapelle die heute ebenfalls denkmalgeschützte kleine Fachwerkkirche erbaut, die kleinste Fachwerkkirche Oberhessens. Es handelt sich um eine schlichte Ständerkonstruktion, die heute zu einem Teil verschindelt ist. Das Kirchenschiff ist von einem Krüppelwalmdach bedeckt, auf dem sich ein kleiner sechsseitiger Haubendachreiter befindet. Die Glocke wurde im 16. Jahrhundert gegossen und stammt aus der ehemaligen Lauterbacher Wendelskapelle. Im Kirchenschiff befinden sich drei mit acht Apostelbildern verzierte Emporen, und ein spitzer Chorbogen trennt den Altarraum optisch von der Gemeinde.
Ein weiteres denkmalgeschütztes Kleinod ist das kleine Backhaus; es wird heute noch immer von Rudloser Einwohnern genutzt, um Brote und Kuchen zu backen.

## Persönlichkeiten
Die CDU-Landtagsabgeordnete Jennifer Gießler ist in Rudlos aufgewachsen.